# Comuna Sarasău, Maramureș
Sarasău (maghiară Szarvaszó, în germană Scharwaschau) este o comună în județul Maramureș, Transilvania, România, formată numai din satul de reședință cu același nume.

## Demografie
Componența etnică a comunei Sarasău
     Români (89,15%)
     Romi (2,22%)
     Alte etnii (0,29%)
     Necunoscută (8,34%)
Componența confesională a comunei Sarasău
     Ortodocși (44,8%)
     Greco-catolici (39,29%)
     Baptiști (2,59%)
     Martori ai lui Iehova (1,81%)
     Alte religii (2,67%)
     Necunoscută (8,84%)
Conform recensământului efectuat în 2021, populația comunei Sarasău se ridică la 2.433 de locuitori, în creștere față de recensământul anterior din 2011, când fuseseră înregistrați 2.238 de locuitori. Majoritatea locuitorilor sunt români (89,15%), cu o minoritate de romi (2,22%), iar pentru 8,34% nu se cunoaște apartenența etnică. Din punct de vedere confesional, cei mai mulți locuitori sunt ortodocși (44,8%), cu minorități de greco-catolici (39,29%), baptiști (2,59%) și martori ai lui Iehova (1,81%), iar pentru 8,84% nu se cunoaște apartenența confesională.

## Politică și administrație
Comuna Sarasău este administrată de un primar și un consiliu local compus din 11 consilieri. Primarul, Ion Covaci[*], de la Partidul Social Democrat, este în funcție din 2004. Începând cu alegerile locale din 2024, consiliul local are următoarea componență pe partide politice:
|  | Partid                    | Consilieri | Componența Consiliului | Componența Consiliului | Componența Consiliului | Componența Consiliului | Componența Consiliului | Componența Consiliului | Componența Consiliului |
|  | ------------------------- | ---------- | ---------------------- | ---------------------- | ---------------------- | ---------------------- | ---------------------- | ---------------------- | ---------------------- |
|  | Partidul Social Democrat  | 7          |                        |                        |                        |                        |                        |                        |                        |
|  | Partidul Ecologist Român  | 3          |                        |                        |                        |                        |                        |                        |                        |
|  | Partidul Național Liberal | 1          |                        |                        |                        |                        |                        |                        |                        |

## Vezi și
- Biserica Sfinții Arhangheli din Sarasău
- Igniș (sit de importanță comunitară inclus în rețeaua europeană Natura 2000).
- Munții Gutâi (arie de protecție specială avifaunistică)
- Tisa Superioară (arie de protecție specială avifaunistică)